# 熊谷知博
熊谷 知博（くまがい ともひろ、1996年2月3日 - ）は、日本の子役である。劇団東俳所属。

## 出演

### テレビドラマ
- ムコ殿2003（2003年4月 - 6月、フジテレビ）
- ほんとにあった怖い話 深夜の鏡像（2004年1月、フジテレビ）
- ワンダフルライフ 第5話 - 第8話（2004年4月 - 6月、フジテレビ） - 竜崎真哉 役
- 松本清張特別企画 殺意（2004年10月、TBS） - タケル 役
- みんな昔は子供だった（2005年1月 - 3月、フジテレビ） - 立川新 役
- 愛の劇場 大好き!五つ子GO!! （2005年7月 - 9月、TBS）  - 桜井正広 役
- 富豪刑事デラックス（2006年4月 - 6月、テレビ朝日） - 西田健一郎 役
- 愛の劇場「大好き!五つ子Go²!!」（2006年7月 - 9月、TBS） - 桜井正広 役
- 僕の歩く道（2006年10月 - 12月、関西テレビ） - 大竹輝明（少年時）役
- 愛の劇場「大好き!五つ子Go³!!」（2007年7月 - 8月、TBS） - 桜井正広 役
- オトコの子育て（2007年10月 - 、ABC・テレビ朝日） - 中西竜也 役
- コード・ブルー -ドクターヘリ緊急救命-（2008年、フジテレビ） - 上村久志 役
- 俺たちは天使だ! NO ANGEL NO LUCK 第5話（2009年7月29日、テレビ東京）

### バラエティ
- NHKスペシャル 明治（NHK総合・NHK教育）
- 謎を解け!まさかのミステリー〜忽然と消えた不法投棄の謎（日本テレビ）
- NHK高校講座 物理基礎（2013年4月17日 - 2017年3月1日、Eテレ）

### 映画
- ネットシネマ「夏のゴンドラ」（2006年、岡田茂監督） - 慎也 役
- 重力ピエロ（2009年、アスミックエース、森淳一監督） - 奥野泉水（少年時代） 役

### その他
- 小児気管支喘息治療管理のガイドラインDVD
- 東大病院 医療事故啓発ツールビデオ - 今岡 役

### CM
- 岩下食品 ナレーション（2006年7月21日 - 2007年7月20日）
- 日立企業 つくろう。キャンペーン燃料電池篇
- DENSO クルマの未来を見に行こう!（2007年）